# Ignacio Garcia Bercero
Ignacio Garcia Bercero (Madrid, 1958) és director a la Direcció General de Comerç de la Comissió Europea, on és responsable de supervisar les activitats relacionades amb els Estats Units, el Canadà i els països veïns de la UE. Va ser coordinador dels treballs del grup d'alt nivell de la UE i els EUA que va recomanar l'inici de les negociacions per a l'acord transatlàntic de comerç i inversió (TTIP per les sigles en anglès) i posteriorment nomenat cap de l'equip negociador de la UE. Treballa a la Comissió Europea des de 1987, on s'ha especialitzat en política comercial. Durant la ronda de negociacions multilaterals d'Uruguai va ser responsable, entra d'altres, de les mesures de protecció comercials, estatuts i funcionament del GATT (General Agreement on Tariffs and Trade), així com de les converses sobre comerç i medi ambient. En el període previ al llançament de la Ronda de Doha de la OMC, va ser coordinador de les polítiques de la OMC a la UE i va dirigir les negociacions sobre comerç i competència. També va treballar a la Delegació de la UE davant les Nacions Unides a Nova York i a la mateixa OMC.